# Hyptidendron asperrimum
Hyptidendron asperrimum là một loài thực vật có hoa trong họ Hoa môi. Loài này được (Spreng.) Harley mô tả khoa học đầu tiên năm 1988.